# Holthe
 Holthe  is een buurtschap in de gemeente Midden-Drenthe, in de Nederlandse provincie Drenthe. Het is gelegen ten zuidoosten van Beilen, waaronder het formeel valt.
De plaats werd in 1217 door Otto, bisschop van Utrecht, genoemd bij zijn bevestiging van de bezittingen van het klooster in Ruinen. De plaatsnaam is in de loop der tijden op verschillende manieren geschreven, zoals Holt in 1292 en de Holte in 1387. Vanaf de 17e eeuw wordt ook wel de naam Holthe gebruikt.
Het inwonersaantal groeide vanaf 94 inwoners in 1830 naar, volgens de historische vereniging Gemeente Beilen, circa 300 inwoners in 1946. Daarna daalde het inwonersaantal tot 135 inwoners in 2018. Tussen Beilen en Holthe liggen de buurtschappen Makkum en Lieving.
Hoofdplaats: Beilen

Overige kernen: Alting · Balinge · Beilervaart · Bovensmilde · Brunsting · Bruntinge · De Polle · Drijber · Elp · Eursing · Eursinge · Garminge · Hijken · Hijkersmilde · Holthe · Hoogersmilde · Hooghalen · Klatering · Laaghalen · Laaghalerveen · Lieving · Lievingerveld · Makkum · Mantinge · Nieuw-Balinge · Norgervaart (deels) · Oosthalen · Oranje · Orvelte · Smalbroek · Rheeveld · Smilde · Spier · Terhorst · Westerbork · Wijster · Witteveen · Zuidveld · Zwiggelte

Drenthe: Steden en dorpen      Nederland: Provincies · Gemeenten